# Janthecla sista
Espèce
Janthecla sista est une espèce de lépidoptères (papillons) de la famille des Lycaenidae, sous-famille des Theclinae et du genre Janthecla.

## Dénomination
Janthecla sista a été décrit par William Chapman Hewitson en 1867, sous le nom initial de Thecla sista.
Janthecla sista se nomme Sista Hairstreak  en anglais.

## Description
Janthecla sista est un petit papillon aux antennes et aux pattes annelées de blanc et de noir, avec deux queues,une longue et une courte, à chaque aile postérieure.
Le dessus est bleu très largement bordé de marron aux ailes antérieures.
Le revers beige grisé orné de lignes de traits bleu clair avec aux ailes postérieures deux ocelles, un entre les deux queues et un en position anale.

## Écologie et distribution
Janthecla sista est présent dans le bassin amazonien, l'est Venezuela, en Équateur, au Pérou, au Brésil, au Surinam, en Guyana et en Guyane,.

### Protection
Pas de statut de protection particulier.